# Descent Glacier
Descent Glacier är en glaciär i Antarktis. Den ligger i Östantarktis. Nya Zeeland gör anspråk på området. Descent Glacier ligger 688 meter över havet.
Terrängen runt Descent Glacier är kuperad österut, men västerut är den bergig. Terrängen runt Descent Glacier sluttar norrut. Trakten är obefolkad. Det finns inga samhällen i närheten. 